# Jezioro Lipińskie Pierwsze
Jezioro Lipińskie Pierwsze – jezioro w woj. wielkopolskim, w powiecie chodzieskim, w gminie Margonin, leżące na terenie Pojezierza Chodzieskiego.

## Dane morfometryczne
Powierzchnia zwierciadła wody według różnych źródeł wynosi od 3,5 ha do 8,16 ha (lustra wody) lub 9,04 ha (ogólna).
Zwierciadło wody położone jest na wysokości 84,7 m n.p.m.

## Hydronimia
Według spisu opracowanego przez Komisję Nazw Miejscowości i Obiektów Fizjograficznych (KNMiOF) nazwa tego jeziora to Jezioro Lipińskie Pierwsze. W niektórych publikacjach jezioro to występuje pod nazwą Lipińskie I. Dane z państwowego rejestru nazw geograficznych podają oboczną nazwę tego jeziora: Jezioro Lipińskie.